# روي هاريس (مغني)
روي هاريس (بالإنجليزية: Roy Harris)‏ هو مغني بريطاني، ولد في 15 يونيو 1933 في دربي في المملكة المتحدة، وتوفي في 9 فبراير 2016 في كارديف في المملكة المتحدة.

## وصلات خارجية
- روي هاريس على موقع IMDb (الإنجليزية)
- روي هاريس على موقع ميوزك برينز (الإنجليزية)
- روي هاريس على موقع ديسكوغز (الإنجليزية)